# Sven Nilsson (biathlon)
Pour les articles homonymes, voir Nilsson.
Sven Nilsson est un biathlète suédois.

## Biographie
Aux Championnats du monde 1958, le premier de ce sport, il est huitième de l'individuel, remporté par son compatriote Adolf Wiklund, avec qui il contribue au titre par équipes de la Suède (en tant que quatrième classé de son équipe).

## Palmarès

### Championnats du monde
- Saalfelden 1958 :
  -  Médaille d'or par équipes.